# Tovéř
Tovéř är en ort i Tjeckien.   Den ligger i regionen Olomouc, i den östra delen av landet, 210 km öster om huvudstaden Prag. Tovéř ligger 248 meter över havet och antalet invånare är 511.
Terrängen runt Tovéř är platt åt sydväst, men åt nordost är den kuperad. Runt Tovéř är det ganska tätbefolkat, med 144 invånare per kvadratkilometer. Närmaste större samhälle är Olomouc, 6,9 km sydväst om Tovéř. Trakten runt Tovéř består till största delen av jordbruksmark.